# Longaanval
Een longaanval is een opvlamming (exacerbatie) van de ziekte COPD. Een longaanval kan mild verlopen maar ook zeer heftig en zelfs de dood tot gevolg hebben. De oorzaak is vaak een virus, bacterie of hyperinflatie (ophoping van lucht in de longen). Men kan de oorzaak vaststellen door longfunctietesten, kweken, CT-scans en met een elektronische neus (e-nose). De behandeling bestaat uit een combinatie van luchtwegverwijders en ontstekingsremmers (corticosteroïden). De luchtwegverwijders worden vaak via een vernevelaar of een inhalator gegeven. Het is niet bekend of medicijntoediening via een vernevelaar beter werkt dan een gewone inhalator.